# クルズ・アヤラ
ダニエル・フェルナンド・クルズ・アヤラ（Daniel Fernando Cruz Ayala、1989年4月20日 - ）は、エルサルバドル・ラ・ウニオン出身のプロ野球選手（投手）。右投げ右打ち。アメリカ球界での登録名はダニー・クルーズ（Danny Cruz）。

## 経歴
2007年にシアトル・マリナーズとマイナー契約を結び、4年間プレー。しかし、肘の怪我などに悩まされ、2008年には登板なしに終わるなどルーキーリーグでのプレーにとどまった。
その後、右ひじの手術を受け、母国であるエルサルバドルに戻っていたが、知人を通じて四国アイランドリーグplusの海外トライアウトに参加し、合格を勝ち取った。
2014年4月8日に徳島インディゴソックスと契約を結び、エルサルバドル出身者としては初めて日本でプレーする選手となった。同年は一時、リーグ1位の防御率を記録し、5月には月間MVPとグラゼニ賞を同時に受賞するなど、徳島の前後期優勝に大きく貢献。防御率は最終的にリーグ8位であったが、10勝2敗、防御率2.76の好成績を残した。シーズン終了後、契約満了に伴い退団（自由契約）。
2015年3月23日、ベースボール・チャレンジ・リーグの富山GRNサンダーバーズへ入団。シーズン終了後、退団（任意引退）。

## 詳細情報

### 年度別投手成績
| 年 度   | 球 団   | 防 御 率 | 登 板 | 勝 利 | 敗 戦 | セ 丨 ブ | 完 投 | 完 封 | 無 四 球 | 投 球 回 | 打 者 | 被 安 打 | 被 本 塁 打 | 奪 三 振 | 与 四 球 | 与 死 球 | 失 点 | 自 責 点 | 暴 投 | ボ 丨 ク |
| ------- | ------- | -------- | ----- | ----- | ----- | -------- | ----- | ----- | -------- | -------- | ----- | -------- | ----------- | -------- | -------- | -------- | ----- | -------- | ----- | -------- |
| 2014    | 徳島    | 2.76     | 21    | 10    | 2     | 0        | 6     | 2     | 1        | 127.0    | 548   | 110      | 4           | 68       | 52       | 20       | 52    | 39       | 17    | 2        |
| 2015    | 富山    | 10.86    | 14    | 2     | 3     | 0        | 0     | 0     | 0        | 29.0     | 170   | 39       | 1           | 19       | 37       | 5        | 42    | 35       | 11    | 2        |
| IL:1年  | IL:1年  | 2.76     | 21    | 10    | 2     | 0        | 6     | 2     | 1        | 127.0    | 548   | 110      | 4           | 68       | 52       | 20       | 52    | 39       | 17    | 2        |
| BCL:1年 | BCL:1年 | 10.86    | 14    | 2     | 3     | 0        | 0     | 0     | 0        | 29.0     | 170   | 39       | 1           | 19       | 37       | 5        | 42    | 35       | 11    | 2        |

- 各年度の太字はリーグ最高

### 背番号
- 15 （2014年）
- 24 （2015年）